# Sei Itō
Sei Itō  伊藤 整, nom véritable Itō Hitoshi; 16 janvier 1905 à Otaru - 15 novembre 1969) est un traducteur, critique littéraire, et écrivain japonais.
Itō fréquente l'université de commerce d'Otaru et commence des études à l'école de commerce de Tokyo (à présent université Hitotsubashi), qu'il n'achève cependant pas. En 1926, il publie le recueil de poèmes Yukiakari no michi. Dans les années 1930, il participe à la première traduction en japonais du roman Ulysse de James Joyce. Mais ce n'est qu'après sa traduction de L'Amant de lady Chatterley de D. H. Lawrence (1950) que sa réputation de traducteur s'établit.
Dans les années 1950 et 1960, Itō est surtout connu comme critique littéraire. Il écrit également plusieurs romans à succès et reçoit le prix de l'Académie japonaise des arts (Nihon geijutsuin-shō). Une édition en vingt-quatre volumes de ses œuvres (Itō Sei zenshū) paraît entre 1972 et 74. Depuis 1990, sa ville natale d'Otaru décerne le prix Sei Itō de littérature créé en sa mémoire.

## Source de la traduction
- (de) Cet article est partiellement ou en totalité issu de l’article de Wikipédia en allemand intitulé « Itō Sei » (voir la liste des auteurs).